# Заград (Прилепско)
Вижте пояснителната страница за други значения на Заград.
Заград (на македонска литературна норма: Заград) е бивше село, разположено на територията на община Прилеп, Северна Македония.

## География
Селото е било разположено на север от прилепската махала Варош и Маркови кули, в западното подножие на хребета Заградски камен (1135 m).

## История
Край Заград, на 1 km северозападно от Варош са открити бронзови фибули със звездни разширения, които се пазят в Прилепския музей.
В XIX век Заград е изцяло българско село в Прилепска каза на Османската империя. Според статистиката на Васил Кънчов („Македония. Етнография и статистика“) от 1900 година Заградъ има 95 жители, всички българи християни.
На Етнографската карта на Битолския вилает на Картографския институт в София от 1901 година Заград е чисто българско село в Прилепската каза на Битолския санджак с 13 къщи.
В началото на XX век българското население на селото е под върховенството на Българската екзархия. По данни на секретаря на екзархията Димитър Мишев („La Macédoine et sa Population Chrétienne“) през 1905 година в Заград (Zagrad) има 80 българи екзархисти.